# 凱倫·韋恩·方斯坦
凱倫·莉亞·韋恩·方斯坦（英語：Karen Lea Wynn Fonstad，1945年4月18日—2005年3月11日），是一位美國製圖師和學者，因替虛構小說世界製作地圖集而知名，其代表作為根據J·R·R·托爾金筆下的中土大陸所繪製的《中土大陸地圖集》，曾被Screen Rant評選為十大最佳《魔戒》伴讀書籍。

## 生平
凱倫·莉亞·韋恩於1945年4月18日出生於美國俄克拉荷馬城，並在諾曼長大，就讀於當地的諾曼高中（Norman High School），後入讀奥克拉荷馬大學，先後取得物理治療理學學士和地理學文學碩士。在學期間，她與同為攻讀地理學的研究生托德·A·方斯坦（Todd A. Fonstad）相識並交往，二人於1970年結婚。托德後來成為地理學教授，而二人在婚後誕下了一子一女，分別名為馬克（Mark）和克里斯蒂娜（Kristina）。
畢業後方斯坦在威斯康星大學奧什科什分校擔任客席講師和繪圖總監。她亦在奥什科什城市規劃委員會服務了24年，並參與了奥什科什市會、大歌劇院委員會、奥什科什經貿發展委員會等地區組織。在退休後，方斯坦主要在家撫育兒女和編製地圖集，並開始為奇幻和兒童文學中的虛構世界繪畫地圖，當中包括在托爾金學者福林·弗里格的建議下製作的《中土大陸地圖集》，成為其代表作。
2005年3月11日，居於奥什科什的方斯坦因乳癌逝世，終年59歲。其遺體安葬於史蒂芬斯角的森林墓園（Forest Cemetery）。

## 著作
方斯坦的著作以虛構小說世界地圖集為主：
- 《中土大陸地圖集（英语：The Atlas of Middle-earth）》（1981）ISBN 0-395-28665-4
  - 根據托爾金的傳說故事集中的中土大陸繪製。
- 《帕恩地圖集（英语：The Atlas of Pern）》（1984）ISBN 0-345-31434-4
  - 根據《帕恩行星的龍騎士（英语：Dragonriders of Pern）》中的帕恩（Pern）繪製。
- 《可能世界地圖集（英语：The Atlas of the Land）》（1985）ISBN 0-345-31431-X
  - 根據《托馬斯·卡瓦納特編年史（英语：The Chronicles of Thomas Covenant）》中的可能世界（The Land）繪製。
- 《龍槍世界地圖集（英语：The Atlas of the Dragonlance World）》（1987）ISBN 0-88038-448-4
  - 根據《龍槍》系列中的克萊恩（英语：Krynn）繪製。
- 《被遺忘的國度地圖集（英语：The Forgotten Realms Atlas）》（1990）ISBN 0-88038-857-9
  - 根據龍與地下城中的被遺忘的國度繪製。
- 《中土大陸地圖集》修訂版（1992）ISBN 0-395-53516-6

## 外部連結
- . Pen & Paper RPG database. （原始内容存档于March 15, 2005）.
- Karen Wynn Fonstad在国会图书馆管理局的纪录，有7条目录凱倫·韋恩·方斯坦纪录